# Mont Planachat
Le mont Planachat est un sommet du massif du Jura situé dans le département français de l'Ain, à Cormaranche-en-Bugey, et culminant à 1 236 mètres d'altitude.

## Panorama
Daniel Lambert décrit ainsi le panorama depuis le mont Planachat : « du Planachat, la vue est impressionnante à 360 degrés. À l'est, les Alpes immaculées dominées par le mont Blanc. Au nord, la chaîne principale des monts Jura se termine par le Grand Credo. À l'ouest, la vaste étendue des plateaux du Haut-Bugey. Au sud, la forêt s'étire jusqu'à l'effondrement, 11 km plus loin sur le Bas-Bugey, à Virieu-le-Grand. »
À l'est, le Grand Colombier, qui culmine à 1 534 mètres d'altitude, ainsi que sa croix métallique sont visibles.
Sur le Planachat se trouve une tour hertzienne appartenant à l'opérateur TDF.